# Cuchery
Cuchery is een gemeente in het Franse departement Marne (regio Grand Est) en telt 372 inwoners (2005). De plaats maakt deel uit van het arrondissement Epernay.

## Geografie
De oppervlakte van Cuchery bedraagt 7,0 km², de bevolkingsdichtheid is 53,1 inwoners per km².
De onderstaande kaart toont de ligging van Cuchery met de belangrijkste infrastructuur en aangrenzende gemeenten.

## Demografie
Onderstaande figuur toont het verloop van het inwonertal (bron: INSEE-tellingen).